# Płotno
Płotno (deutsch Blankensee) ist ein Dorf in der Woiwodschaft Westpommern in Polen. Es gehört zur Gmina Pełczyce (Gemeinde Bernstein) im Powiat Choszczeński (Arnswalder Kreis). 

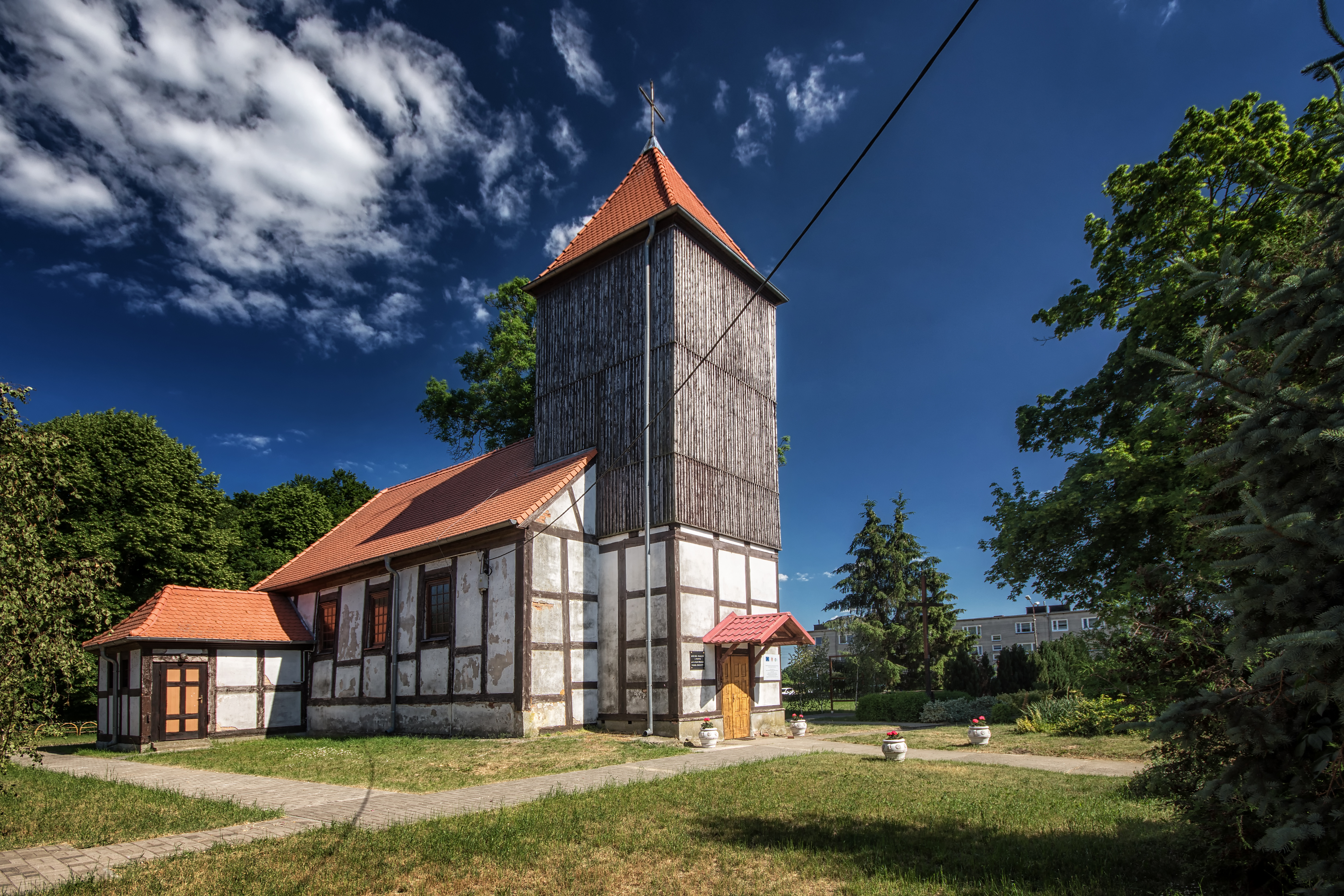
Dorfkirche (Aufnahme von 2020)

## Geographische Lage
Das Dorf liegt in Hinterpommern, etwa 60 km südöstlich von Stettin und etwa 30 km südöstlich von Stargard. Durch den Ort verläuft die Woiwodschaftsstraße 151. 

## Geschichte
Vor 1817 war Blankensee im Besitz derer von Burghagen und bildete seit dem 19. Jahrhundert einen politischen Gutsbezirk. Im Jahre 1910 wurden im Gutsbezirk Blankensee 268 Einwohner gezählt. 
Später bildete Blankensee eine Landgemeinde. Im Jahre 1925 zählte die Landgemeinde Blankensee 398 Einwohner in 83 Haushaltungen. Bis 1945 gehörte die Gemeinde Blankensee zum Kreis Pyritz in der preußischen Provinz Pommern. In der Gemeinde bestanden auch die Wohnplätze Charlottenhof und Kuckmühle.
1945 kam Blankensee, wie alle Gebiete östlich der Oder-Neiße-Linie, an Polen. Blankensee erhielt den polnischen Ortsnamen „Płotno“.

## Söhne und Töchter des Ortes
- Eduard Leo von Wedel (1803–1868), preußischer Oberst und Direktor des Militär-Reit-Instituts in Hannover
- Hermann von Wedel (1814–1896), preußischer Generalmajor und Inspekteur der Ersatzeskadronen des III. Armee-Korps
- Ernst Achaz von Wedel (1825–1896), Gutsherr auf Blankensee und Mitglied des Preußischen Herrenhauses
- Hermann von Wedel (1848–1913), preußischer Generalleutnant und Kommandeur der 9. Division